# Régularisation (physique)
Pour les articles homonymes, voir Régularisation.
En physique théorique, la régularisation est une procédure ad-hoc qui consiste à modifier une grandeur physique qui présente une singularité afin de la rendre régulière. La régularisation est par exemple abondamment utilisée en théorie quantique des champs en relation avec la procédure de renormalisation, ainsi qu'en relativité générale pour le calcul du problème à deux corps en paramétrisation post-newtonienne.

## Exemple élémentaire
Le potentiel newtonien en coordonnées sphériques s'écrit :
{\displaystyle V(r)\ =\ {\frac {k}{r}}}
où k est une constante. Cette expression présente une singularité à l'origine : elle devient en effet infinie en r = 0. On peut la régulariser en introduisant une famille à un paramètre :
{\displaystyle V_{\epsilon }(r)={\frac {k}{\sqrt {r^{2}+\epsilon ^{2}}}}}
Cette expression reste bien définie enr = 0, car pour tout {\displaystyle \epsilon >0}, on a :
{\displaystyle V_{\epsilon }(0)={\frac {k}{\epsilon }}<+\infty }

## Régularisations en théorie quantique des champs
Les calculs de processus de diffusion en théorie quantique des champs perturbative font apparaître des intégrales divergentes dès l'ordre d'une boucle. Pour donner un sens à ces intégrales, plusieurs méthodes sont utilisées.

### Régularisation dimensionnelle
Initialement, l'espace-temps physique réel possède une dimension d = 4. La régularisation dimensionnelle consiste en un prolongement analytique de l'intégrale divergente pour des dimensions d'espace-temps d complexes, la fonction obtenue étant méromorphe. Il est alors possible d'étudier la nature de la singularité en d = 4 afin de procéder à une renormalisation par soustraction du terme divergent. La méthode, qui respecte l'unitarité, la causalité et l'invariance de jauge, a été introduite en 1972 par t'Hooft & Veltman, Bollini & Giambiagi, et Ashmore.
Considérons par exemple l'intégrale typique suivante, correspondant à la somme sur la quadri-impulsion p dans une boucle :
{\displaystyle I(d)=\int {\frac {d^{d}p}{p^{2}-m^{2}}}=-\mathrm {i} {\frac {(2\pi )^{d}}{(4\pi )^{d/2}}}m^{d-2}\Gamma \left(1-{\frac {d}{2}}\right)}
où {\displaystyle \Gamma (z)} est la fonction gamma d'Euler. Pour étudier la singularité en d = 4, on pose : {\displaystyle \epsilon =4-d} et on fait un développement asymptotique en zéro :
{\displaystyle \Gamma \left(1-{\frac {d}{2}}\right)=\Gamma \left({\frac {\epsilon }{2}}-1\right)\sim -{\frac {2}{\epsilon }}-1+\gamma +O(\epsilon )}
où {\displaystyle \gamma } est la constante d'Euler-Mascheroni. On en déduit que l'intégrale {\displaystyle I(d)} présente un pôle simple en d = 4 :
{\displaystyle I(d)\sim {\frac {2\pi ^{2}\mathrm {i} m^{2}}{4-d}}+\mathrm {fini} }

### Régularisation de Pauli-Villars
Cette méthode consiste à rajouter des particules fictives ou fantômes de masse M à la théorie initiale ; on étudie alors la limite M tendant vers l'infini. Elle a été publiée en 1949 par Pauli et Villars, basée sur des travaux antérieurs de Feynman, Stueckelberg et Rivier.